# Gauder Fest
Das Gauderfest in Tirol findet jedes Jahr am ersten Wochenende im Mai in Zell am Ziller im Tiroler Zillertal statt. Es ist das größte Frühlingsfest Tirols und Trachtenfest Österreichs und wurde 2014 von der UNESCO als Immaterielles Kulturerbe anerkannt.

## Geschichte
Bereits im Jahre 1400 wurde der Name Gauder zum ersten Mal in einem Zillertaler Urbar erwähnt. „Gauder“ ist die Bezeichnung für das Grundstück, auf welchem das Volksfest bis nach dem Zweiten Weltkrieg ausgetragen wurde. Später verlagerte man das Fest vom Gauderlehen, welches sich am östlichen Ortsrand von Zell am Ziller befindet, direkt ins Dorf. Der Name leitet sich also nicht vom Dialektwort Gaudi (‚Freude, Spaß, Fröhlichkeit‘) ab, sondern bezieht sich auf den ursprünglichen Austragungsort.
Das Gauderfest selbst dürfe etwa zu Zeiten Kaiser Maximilians I. um 1500 entstanden sein, da dies auch das Gründungsjahr der Zeller Brauerei, der heutigen Brauerei Zillertal Bier, ist. Die Brauerei hatte das kaiserliche Privileg, ein Starkbier zu brauen, welches zu Anlässen wie dem Gauderfest getrunken wurde. In seiner heutigen Form wird das Gauderfest jedoch erst seit dem 16. Jahrhundert abgehalten.
Das Gauderfest findet seit Jahrhunderten immer am ersten Wochenende im Mai statt. Dieser Termin wurde vermutlich aufgrund der klimatischen Situation im Zillertal gewählt. Mai war immer jener Monat, in dem das Weidevieh auf die Alm getrieben wurde.
Die Bewohner feierten den Kirchtag in Zell am Ziller als Treffpunkt, um nach den langen Wintermonaten Waren und Tiere zu tauschen, zu verkaufen und um früher den Zehent an den Lehnsherr abzuliefern.
Obschon das Zillertal eine der touristischen Hauptdestinationen Tirols ist, gilt das Gauderfest bis heute primär als Treffen der Akteure selbst.
Im März 2014 nahm die Österreichische UNESCO-Kommission die Festveranstaltung als Gauderfest in Zell am Ziller in das Verzeichnis des nationalen immateriellen Kulturerbes in Österreich auf, in der Sparte Gesellschaftliche Praktiken, Rituale und Feste. Zweck dieser Ausweisung ist die Erhaltung als lebendige Kulturtradition.

## Veranstaltungen und Bräuche

### Trachtenumzug und Rahmenprogramm
Der Trachtenumzug am Gaudersonntag ist der größte Österreichs dieser Art, mit über 2000 Teilnehmern jedes Jahr. Er stellt den Höhepunkt des Ereignisses dar und ist eines der wichtigsten Treffen der alpinen Trachtenkultur mit weitem Einzugskreis. Bei der Parade sind Trachten- und Musikgruppen, historischen Kutschen und Festwägen beteiligt.
Weitere Veranstaltungen sind eine Feldmesse und der Markt mit traditionellem Handwerk und mit regionalen Spezialitäten des Zillertals. Seit 2005 findet eine Zuchttierausstellung statt, bei der auch Haflinger- und Norikerpferde, Tiroler Grauvieh, Tux-Zillertaler Rind und andere Lokalrassen vertreten sind.

### Bewerbe
Von den traditionellen Wettkämpfen sind heute vor allem das Ranggeln und der Gaudersechskampf, ursprünglich der Gauderdreikampf, erhalten geblieben.
Von den typischen Wettbewerben auf einem Tiroler Kirchtag, wie beispielsweise dem Kuhstechen, dem Hahnenkampf und dem Widderstoßen, ritualisierte Rangordnungskämpfe der Nutztiere, bei denen der Halter des Siegers jeweils die besten Weiderechte zugesprochen bekam, hat sich das heutige Gauderfest verabschiedet.
Das Ranggeln am Gauderfest gilt als einer der bekanntesten Ranggler-Wettbewerb des Alpenraums. Jedes Jahr kämpfen junge Burschen des Dorfes, hier auch Mairraffar und Roblar genannt um den Titel des Gauderhogmoar (Hagmair). Es verliert bei Ranggeln, wer als erstes mit dem Rücken am Boden liegt. Hogmoar ist ein im Salzburgischen (zu dem auch das Zillertal früher gehörte) verbreitetes Amt eines örtlichen Schiedsrichters in Grundstreitigkeiten gewesen. Das Amt galt insbesondere für das Dorf des Siegers als besondere Ehre und galt für ein Jahr bis zur nächsten Austragung. Ranggeln ist bis heute eine im Raum Salzburg–Tirol ausgeübte Sportart.
Das Widderstoßen, einst der Höhepunkt des Festes, entsprang der europäischen und asiatischen Hirtenkultur. Die Schafzucht spielt mit dem Tiroler Steinschaf, hier Graues Schaf genannt, im Zillertal eine wichtige Rolle. Die Böcke, welche am Widderstoßen teilnahmen, wurden nach ganz bestimmten Regeln aufgezogen und mussten am Tag des Widderstoßens zwischen vier und sechs Jahre alt sein. Die beiden Widder wurden von ihren Züchtern auf den Platz geführt, wo die Widder ihren Kampf austrugen. Es verlor jenes Tier, welches sich als erstes vom anderen abwandte. Der zuletzt dominante Widder wurde mit einem Abzeichen oder einem Buschen (Gesteck) prämiert.
Die drei Disziplinen des Gauderdreikampfs waren Fingerhakeln, Hufeisenwerfen und Handumlegen – diese Kraft- und Geschicklichkeits-Wettkampfsarten haben vor allem im alpenländischen Raum eine lange Tradition, und wurden zum sonntäglichen Vergnügen oder bei Kirch- und Markttagen ausgetragen. Das Fingerhakeln beispielsweise wurde noch bis ins Jahr 1950 ausgetragen. Später gab es den Dreikampf auch in Form Fingerhakeln, Handumlegen und Kegelscheiben.

Der Gauderdreikampf wurde in der heutigen Zeit vom Gaudersechskampf abgelöst, der als Spaßevent im Team ausgetragen wird. Die Disziplinen hierfür sind derzeit Armdrücken, Baumstammwerfen, Seilziehen, Fassdauben-Rennen, Bierkistenkraxeln  und Bierfassrollen.

### Gauderbock
Gauderbock und das Gauderfest sind in der Tradition fest miteinander verbunden: Der „Gauderbock“ ist Österreichs stärkstes Festbier und wird seit dem Jahr 1500 von der Brauerei Zillertal Bier jährlich anlässlich des Gauderfestes gebraut. Die „Zeller Brauerei“, wie das Unternehmen damals hieß, wurde um 1500 urkundlich zum ersten Mal erwähnt. Damit ist Zillertal Bier die älteste Privatbrauerei Tirols. Das Starkbier mit 7,8 Volumenprozenten ist nur während der Gauderzeit erhältlich und ist meist bereits innerhalb weniger Tage ausverkauft.

## Gambrinus Freunde
2001 wurde der Förderverein Gambrinus Freunde gegründet um das Gauder Fest zu unterstützen. Die Gambrinus Rede, die das Gauder Fest alljährlich eröffnet, wird von den Gambrinus Freunden organisiert. Seit 2004 besteht der Gambrinus Freunde Sozialfonds, mit dem unschuldig in Not geratene Tiroler Familien schnell und unbürokratisch unterstützt werden. Dieser hat nach Eigenangaben bis Ende 2021 knapp 700 Tiroler Familien mit einem Betrag von rund € 430.000' unterstützt.